# イソアワモチ
イソアワモチ (磯粟餅, 学名 Peronia verruculata)は磯に棲む貝殻をもたない軟体動物で、アワモチ科に属する。カタツムリと同様に雌雄同体で肺呼吸を行う。

## 形態
体長約7cm、最大で10cmを超える平たいナメクジ状の体を持ち、前方左右の触角の先に眼がある(柄眼：へいがん)。内臓は肉帯(notum)で覆われ、背面の突起の上にも外套眼がある 。水中では背面後方の樹枝状えら突起で呼吸し、水上では肛門のすぐ後ろにある呼吸孔から空気呼吸を行う。イソアワモチ類は、大きさや色などは多様なため外観から種を判別することは難しく、消化腺上の腸管の巻き方のちがいや、遺伝子解析によってイソアワモチ属の種の区別ができる。雌雄同体で、肛門のすぐ右に雌性の生殖孔をもち、頭部右側に雄性生殖突起をもつ。

## 生態
イソアワモチは、干潮時に岩礁の穴からはいだして藻類を食べたり繁殖行動を行い、水没時までに穴に戻る。春から夏にかけて集団で摂餌し交尾する。交尾の際に、オスとして行動するときは積極的で、メスの役割の時には消極的になる。初夏から秋に、緑藻や紅藻の上にひも状の卵塊を産卵する。プランクトン栄養型である。冬2月には死亡した個体が見られる。

## 分布
房総半島以南の本州太平洋側からアフリカ東岸にかけてのインド-西太平洋の、主に潮間帯の岩礁上に分布する。生息する海域によって5つの遺伝子群に分かれる。福江島以南では10cm程度の大型になる個体が見られる。

## 人との関係
沖縄では「ホーミ」、奄美では「コウム」と呼ばれ、みそ炒めにして食用とされる。

## 類似種
- チゴイソアワモチ （Peronia setoensis Dayrat & Goulding in Dayrat et al., 2020）は体長3〜6cmとイソアワモチと比べて小型で、以前ミニアワモチと仮称されていた。丈夫な殻をもって孵化し、2-3日後に殻を脱ぐ、卵黄栄養型である[12]。房総半島および紀伊半島ではイソアワモチと同所的に生息していたが、イソアワモチは近年見られなくなり、本種が優勢になっている[20]。